# Canarionesticus
Canarionesticus is een spinnengeslacht uit de familie holenspinnen (Nesticidae).

## Soorten
- Canarionesticus quadridentatus Wunderlich, 1992